# Rügland
Rügland település Németországban, azon belül Bajorországban. Lakosainak száma 1294 fő (2023. december 31.). Rügland Obernzenn, Dietenhofen és Weihenzell községekkel határos.

## Népesség
A település népessége az elmúlt években az alábbi módon változott:
| Lakosok száma | 1105 | 1093 | 1261 | 1219 | 1232 | 1235 | 1234 | 1222 | 1287 | 1294 |
|               | 1970 | 1987 | 2010 | 2012 | 2013 | 2015 | 2016 | 2019 | 2021 | 2023 |